# Philosophumena
Als Philosophumena (altgriechisch Φιλοσοφούμενα Philosophoúmena, Neutrum Plural) wird eine frühchristliche Schrift aus dem 3. Jahrhundert bezeichnet, die sich gegen die damals bekannten Häresien wendet und deshalb auch unter dem Namen Refutatio omnium haeresium („Widerlegung aller Häresien“) bekannt ist. Als Autor wird Hippolyt von Rom vermutet, der es in jener Stadt zwischen den Jahren 222 und 235 u. Z. schrieb.

## Entdeckung
Minoides Mynas entdeckte 1842 in einem Kloster auf dem Berg Athos eine bis dahin unbekannte, aus sechs Büchern bestehende, ursprünglich aber neun Bücher umfassende Schrift gegen die Irrlehren. Auf diplomatischem Weg erreichten die Schriften noch im gleichen Jahr Paris und wurden im Archiv der Bibliothèque Royale eingelagert. Da die Handschrift aus dem 14. Jahrhundert stammte, erregte sie zunächst kaum öffentliches Interesse. Der Franzose Emmanuel Miller erkannte jedoch den Zusammenhang mit einem anderen, ebenfalls unvollständigen Werk, das bereits damals den Namen Philosophumena führte und allgemein Origenes zugeschrieben wurde. Er stellte fest, dass es sich bei den von Mynas entdeckten Schriften um die bis dahin fehlenden Bücher vier bis neun dieser Philosophumena handelte. So veröffentlichte er 1851 in Oxford das gesamte ihm vorliegende Werk (ohne die nach wie vor fehlenden Bücher 2 und 3) unter dem Titel Origenis Philosophumena sive omnium haeresium refutatio.
Nach Erscheinen der editio princeps wurde das Werk intensiv diskutiert. Vor allem Ignaz Döllinger argumentierte, dass eine Zuschreibung an Origines aus inhaltlichen Gründen nicht plausibel sei. Vor allem das bereits im Vorwort erkennbare Selbstverständnis des Verfassers als Nachfolger der Apostel und Gemeindeleiter passe nicht zu Origenes’ Biographie. Da aus dem 9. Buch eindeutig hervorging, dass der Verfasser zur Zeit des Papstes Calixt I. in Rom gelebt hatte, mit den dortigen Verhältnissen überaus vertraut war, und diesen scharf angriff, argumentierte  Döllinger für Hippolyt von Rom als Verfasser.

## Inhalt
Der Text ist klar gegliedert: In den Büchern eins bis vier stellt der Verfasser die unterschiedlichen philosophischen Strömungen als Grundlage der späteren christlichen Irrlehren ausführlich vor, die Bücher fünf bis neun beschreiben diese Häresien, das zehnte Buch schließlich beendet das Gesamtwerk mit einer Zusammenfassung.
Im ersten Buch gliedert der Verfasser die griechischen Philosophen in Naturphilosophen (unter anderem Thales, Pythagoras, Heraklit), Ethiker (Sokrates, Plato) und Dialektiker (Aristoteles und die Stoiker). Eine Sonderstellung räumt er Epikur ein. Ferner behandelt er im ersten Buch die indischen Brahmanen und die keltischen Druiden.
Das zweite und dritte Buch sind verloren. Der Anfang des vierten Buches – und damit dessen Inhaltsverzeichnis – fehlt ebenfalls. Die erhaltenen Teile bekämpfen die Astrologen, die Astronomen, aber auch die Wahrsager und Zauberer (wobei der Verfasser so manchen damaligen Trick offenbart).
Im fünften bis siebten Buch widerlegt er vor allem die Gnostiker, Valentinus, Basilides und Markion, im achten die damals sehr einflussreichen Strömungen der Doketen und der Montanisten sowie der Quartodezimaner. Im neunten Buch stellt der Verfasser die Irrlehren des Noet und die aus seiner Sicht merkwürdigen Bräuche der Juden vor.
Dieses neunte Buch hat aber aus einem anderen Grunde größte Aufmerksamkeit unter den Theologen gefunden. Der Verfasser wendet sich heftig gegen den rechtmäßig gewählten Papst Calixt I. In erkennbar verachtendem Ton beschreibt er den aus seiner Sicht zwielichtigen Lebenswandel des Calixt vor seiner Wahl. So beschuldigt er ihn der Veruntreuung von Geldern und anderer krimineller Aktivitäten. Scharf kritisiert er den Erlass des Papstes, Milde bei Sünden sexueller Natur walten zu lassen. Ein heftiger theologischer Streit entbrannte außerdem um die göttliche Dreifaltigkeit. Der Verfasser klagt den Papst an, die Lehre des Sabellius – den Monarchianismus – nur unzureichend zu bekämpfen.
Am Ende dieses Kapitels stößt man auf eine aussagekräftige Passage: „Und auf all das hin gehen diese Ausgeschämten daran, sich ‚katholische Kirche‘ zu nennen und manche laufen ihnen zu, in der Meinung, recht zu handeln. […] Von Kallistus haben sie auch ihren Beinamen erhalten und heißen nach ihrem Gründer Kallistianer.“ Diese Bezeichnung der Kirche als „Sekte der Kallistianer“ (die Formulierung taucht bereits im Inhaltsverzeichnis auf) wird als klarer Beweis dafür gewertet, dass es zur Zeit des Calixt ein Schisma gegeben hat – die erste bekannte Kirchenspaltung in der Geschichte Roms.
Dass der Verfasser des Textes mit dem Selbstverständnis auftrat, der rechtmäßige römische Bischof zu sein, zeigt ein Zitat aus dem Vorwort: „Es wird sie [scil. die Irrlehrer] aber niemand anderer des Irrtums überführen als der in der Kirche gespendete Hl. Geist, den zuerst die Apostel empfangen haben […] Da wir als deren Nachfolger an derselben Gnade, Hohenpriesterwürde und Lehre teilhaben und zu den Hütern der Kirche gehören, so halten wir die Augen offen und verkündigen die wahre Lehre.“
Der Text war ursprünglich griechisch verfasst; vom ersten Buch, das vermutlich als philosophisches Lehrbuch früh vom restlichen Text abgetrennt wurde, haben sich fünf Abschriften erhalten; von den Büchern vier bis zehn existiert nur das Pariser Exemplar vom Berg Athos. Manche Theologen kritisieren, dass es sich nicht um eine eigenständige Arbeit, sondern um eine Zusammentragung einer Vielzahl unterschiedlicher Vorlagen handele. Dabei ging es dem Verfasser um eine möglichst vollständige Darstellung.

## Verfasser
Einige Gesichtspunkte sprechen für Hippolyt von Rom als Verfasser:
- Der Autor hat eine profunde Kenntnis der Zustände in Rom, insbesondere der persönlichen Geschichte von Papst Calixt († 222). Der Text – mehrfach in Ich-Form geschrieben – belegt, dass er ein Zeitgenosse dieses Papstes war. Hippolyt ist nachweislich 235 in Rom begraben worden.[8]
- Der Text ist in griechischer Sprache verfasst. Hippolyt gilt als der letzte „westliche“ Kirchenvater, der nicht lateinisch, sondern griechisch geschrieben hat.
- Im Vorwort seines Werkes erwähnt der Autor, dass er bereits vorher eine kleinere Schrift gegen Häretiker verfasst habe. Dieses Werk wird von mehreren Kirchenvätern (z. B. Eusebius) als Arbeit Hippolyts ausgewiesen.[9]
- Im zehnten Buch verweist der Verfasser auf ein eigenes Werk über das Universum.[10] Ein Text mit genau diesem Titel findet sich eingemeißelt in den Stuhl einer antiken Statue (zusammen mit anderen gesicherten Hippolyt-Werken), die 1551 in der Nähe der Hippolyt-Katakombe aufgefunden worden ist.

Manche Theologen widersprechen dennoch einer Urheberschaft Hippolyts. Hauptargument sind theologische Unterschiede zwischen den Philosophumena und anderen Werken Hippolyts, die so gravierend seien, dass die Texte nicht von dem gleichen Verfasser stammen könnten. Hier wird in der Regel die Schrift Gegen Noet genannt, die aber als Werk Hippolyts umstritten und deshalb als Beleg nicht geeignet ist. Doch auch zu sicheren Werken Hippolyts (Danielkommentar, Schrift vom Antichrist) gibt es nicht unerhebliche Unterschiede.
Lehnt man jedoch aus diesen Gründen Hippolyt als Verfasser ab, stellt sich die Frage nach der Alternative. Der Autor der Philosophumena war in hohem Maße schriftstellerisch tätig; er verweist selbst im Text auf seine anderen Werke. Ein solcher Mann, noch dazu mit dem im Vorwort deutlich werdenden Selbstbewusstsein, wird einen hohen Bekanntheitsgrad gehabt haben. Unter den bekannten Kirchenvätern des dritten Jahrhunderts kommt aber nach dem derzeitigen Kenntnisstand niemand außer Hippolyt in Frage.